# Bruinoorparkiet
De bruinoorparkiet (Pyrrhura frontalis) is een vogel uit de familie Psittacidae (papegaaien van Afrika en de Nieuwe Wereld).

## Verspreiding en leefgebied
Deze soort komt voor in zuidoostelijk Zuid-Amerika en telt twee ondersoorten:
- P. f. frontalis: oostelijk Brazilië.
- P. f. chiripepe: van zuidoostelijk Brazilië tot zuidoostelijk Paraguay en noordelijk Argentinië.

## Status
De grootte van de populatie is niet gekwantificeerd maar de soort wordt omschreven als algemeen. Op de Rode lijst van de IUCN heeft deze soort de status niet bedreigd.